# Francis Leopold McClintock

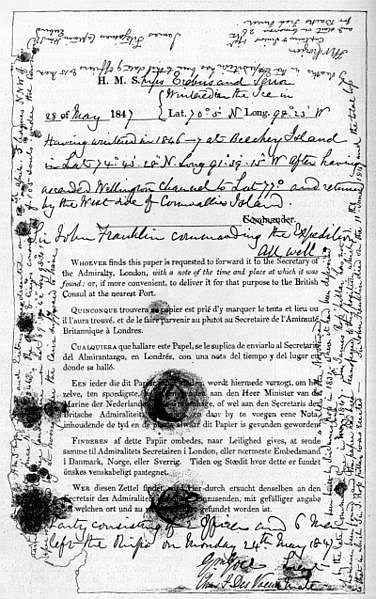
Nota de l'expedició de Franklin trobada per McClintock el maig de 1859

L'almirall Sir Francis Leopold McClintock o Francis Leopold M'Clintock KCB, FRS (Dundalk, Irlanda, 8 de juliol de 1819 – 17 de novembre de 1907) va ser un explorador irlandès de la Royal Navy que és conegut pels seus descobriments a l'arxipèlag Àrtic Canadenc.

## Biografia
Nascut a Dundalk, Irlanda, Francis Leopold McClintock, fou el segon 12 fills de Henry McClintock i Elizabeth Melesina Fleury. El 1831 entrà a la Royal Navy com a cavaller voluntari, estant destinat en diferents indrets del món abans de prendre part en les recerques de John Franklin, entre 1848 i 1859.

### Primera expedició a l'Àrtida

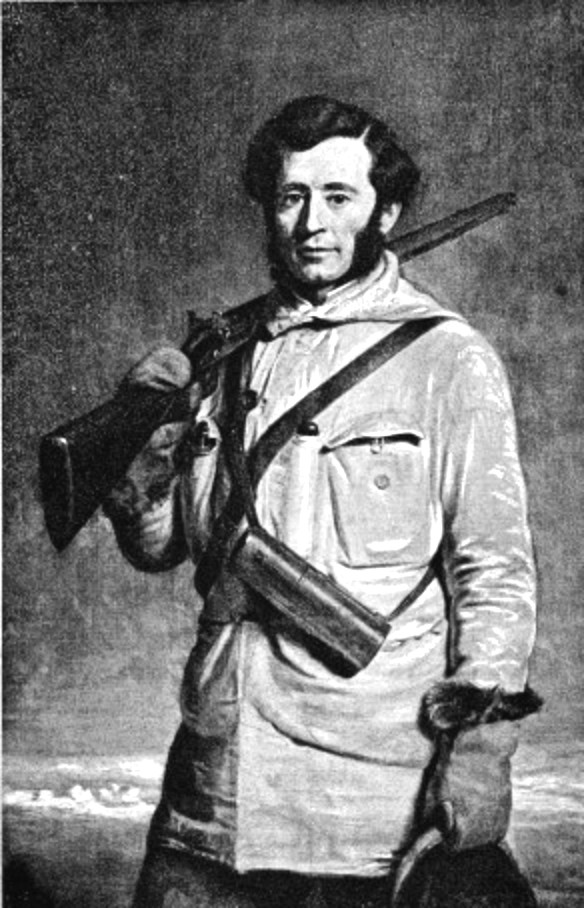
Sir Francis McClintock

Entre 1848 i 1849 va prendre part en la primera de les expedicions que s'enviaren a l'Àrtida per trobar l'expedició perduda de Franklin (1845). McClintock fou assignat al HMS Enterprise com a 2n tinent, sota les ordres de Sir James Clark Ross. L'Enterprise anava acompanyat pel HMS Investigator que dirigia Robert McClure. Ambdós vaixells passaren l'hivern a l'illa Somerset. Entre el 15 de maig i el 23 de juny Ross i McClintock participaren en una expedició en trineu tirat per gossos a la recerca de Franklin. Van viatjar cap a l'oest, tot recorrent la costa nord de l'illa Somerset, arribant a la seva costa oriental, en una zona no explorada fins aleshores per occidentals. No van trobar cap rastre de Franklin, però cartografiaren prop de 150 milles nàutiques de costa.

### Segona expedició a l'Àrtida
El febrer de 1850 nou nomenat tinent i assignat al HMS Assistance en una nova expedició per trobar Franklin i els seus homes encapçalada per Horatio Thomas Austin. McClintock era l'encarregat dels trineus. L'expedició passà l'hivern a l'estret de Barrow, i durant la primavera de 1851 va fer més de 20 sortides en trineu per tota la zona central de l'arxipèlag, descobrint centenars de quilòmetres de costa. Entre el 15 d'abril i el 4 de juliol McClintock va fer una sortida en trineu, dirigint-se cap a l'oest fins a l'illa de Melville, en un viatge de prop de 760 milles. L'expedició tornà a Anglaterra el setembre i McClintock fou ascendit a comandant l'11 d'octubre.

### Tercera expedició a l'Àrtida

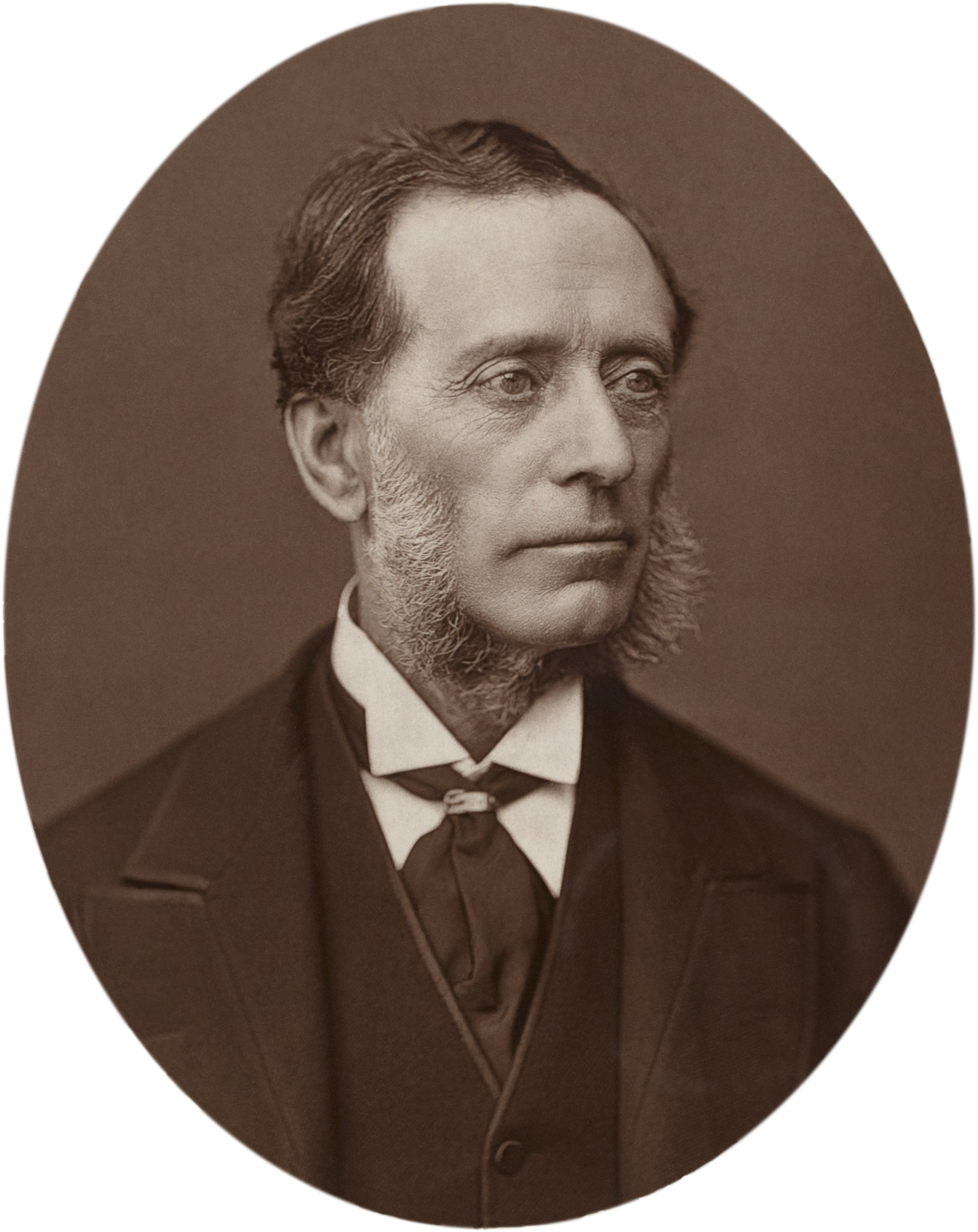
Sir Francis Leopold McClintock, 1875

El 1852 va participar en una nova expedició per trobar Franklin, aquesta vegada sota les ordres d'Edward Belcher, formada per cinc vaixells. El 10 de febrer de 1852 fue puesto al mando del HMS Intrepid. Belcher dividí la seva expedició en dos grups i McClintock, sota el comandament de Henry Kellett, participà en els reconeixements de la part oest, passant l'hivern de 1852 a 1853 a l'illa de Melville, donat que les condicions del gel els impedí tornar a l'illa de Beechey, la base de Belcher. Tornà a organitzar les travesses en trineu durant la primavera, recorrent unes 1.210 milles entre el 4 d'abril i el 18 de juliol i descobrint uns 800 quilòmetres de costes desconegudes de les illes Príncep Patrick, Emerald, Egliton i Melville. L'estiu de 1854, Belcher ordenà abandonar tots els vaixells, fent cas omís de les objeccions de Kellett. Quatre dels cinc vaixells (els HMS Resolute, Pioneer, Assistance i Intrepid) quedaren abandonats i les tripulacions tornaren cap a casa en vaixells de transport que els esperaven a l'illa de Beechey.

### Quarta expedició a l'Àrtida
El 1857, se li va donar el comandament del iot Fox, patrocinat per una subscripció pública a través de Lady Franklin per tal de trobar el seu marit. En aquesta expedició, el maig de 1859, trobà l'únic registre oficial del pas de l'expedició de John Franklin. Els seus records foren publicats amb el títol The Voyage of the 'Fox' in the Arctic Seas: A Narrative of the Discovery of the Fate of Sir John Franklin and His Companions.

### Els darrers anys
El 1879 va ser nomenat Comandant en cap de la North America and West Indies Station. McClintock deixà la Royal Navy el 1884 amb el grau d'almirall, morint el 17 de novembre de 1907. Fou enterrat al cementiri de Kensington, Hanwell, Middlesex.